# استن بنیون
استن بنیون (انگلیسی: Stan Bennion; ۹ فوریهٔ ۱۹۳۸ – ۵ اوت ۲۰۱۳) بازیکن فوتبال اهل بریتانیا بود.
از باشگاه‌هایی که در آن بازی کرده‌است می‌توان به باشگاه فوتبال ورکسام اشاره کرد.